# Tabanus auriflamma
Tabanus auriflamma är en tvåvingeart som beskrevs av Walker 1848. Tabanus auriflamma ingår i släktet Tabanus och familjen bromsar. Inga underarter finns listade i Catalogue of Life.